# Alice Nutter
Alice Nutter (zm. 20 sierpnia 1612) – Angielka oskarżona i powieszona w wyniku polowania na czarownice w Pendle. Jej życie i śmierć upamiętnia pomnik w wiosce Roughlee w dystrykcie Pendle w Lancashire.